# 南方稜齒龍屬
南方稜齒龍屬（屬名：Notohypsilophodon）是鳥臀目恐龍的一屬。

## 化石歷史
從1985年開始，巴塔哥亞聖胡安博斯科國立大學組織一個挖掘團隊，前往阿根廷巴塔哥尼亞丘布特省北部的聖喬治盆地挖掘化石，在里瓦達維亞海軍准將城近郊發現一個未成年個體的身體骨骼，且缺乏頭顱骨。挖掘地點屬於Bajo Barreal地層，地質年代為上白堊紀的晚森諾曼階到早土侖階。
在1998年，古生物學家Rubén D. Martínez將這個化石進行敘述、命名，模式種是准將城南方稜齒龍（N. comodorensis）。屬名意為「南方的稜齒龍」，種名則是以化石發現地附近的里瓦達維亞海軍准將城為名。
南方稜齒龍的模式標本（編號PV 942）是一個部份身體骨骼，包含4個頸椎、7個背椎、5個薦椎、6個尾椎、4塊肋骨碎片、部份左肩胛骨、部分肩胛鳥喙骨、一個右肱骨、左右尺骨、大部分左腳（除了足部）、右腓骨與距骨、以及13個指骨。因為椎弓並沒有與脊椎骨固定在一起，所以南方稜齒龍的敘述者Rubén D. Martínez認為該化石來自於並未完全成長的個體。

## 種系發生學
Martínez找不到證據顯示南方稜齒龍屬於禽龍類，所以將牠們歸類於更基礎的稜齒龍科，而在當時南方稜齒龍是南美洲唯一的稜齒龍類。在1999年，羅多爾夫·科里亞（Rodolfo Coria）對於南美洲鳥腳亚目恐龍的研究，支持南方稜齒龍屬於稜齒龍科的分類法。但最近對於基礎鳥腳類恐龍的研究，發現南方稜齒龍的化石過於破碎，而不能分類於真鳥腳類之外；真鳥腳類是個位於鳥腳下目內的演化支，包含稜齒龍類與禽龍類。但是，稜齒龍科目前被認為是原始鳥腳類的並系群，包含多群原始鳥腳類的小型支系。

## 古生物學
南方稜齒龍是種基礎鳥腳類恐龍，牠們是二足、植食性恐龍。目前還沒有估計過南方稜齒龍的身長，但大部分稜齒龍類的成年個體身長為1到2公尺（3.3到6.6呎），南方稜齒龍可能擁有類似大小的體型。在2010年，葛瑞格利·保羅（Gregory S. Paul）估計其身長約1.3公尺，體中估計值約為600公克。